# Earl Knight
Joe „Earl“ Knight (* um 1920; † 2008) war ein US-amerikanischer Jazzpianist.

## Leben und Wirken
Knight spielte Mitte der 1940er-Jahre zunächst in Los Angeles bei Buddy Banks, arbeitete dann in Cincinnati und New York mit Lonnie Johnson, Hot Lips Page, Big Maybelle, Marion Abernathy, Wynonie Harris, Eddie Lockjaw Davis und Clyde Bernhardt and His Kansas City Buddies. 1953 trat er mit Lester Young im New Yorker Birdland auf; in den 1950er- und 1960er-Jahren spielte er mit Lucky Thompson & His Lucky Seven, Jimmy Hamilton, Oscar Pettiford (Basically Duke, 1954), Coleman Hawkins, Curley Hamner und von 1968 bis 1972 erneut in Clyde Bernhardts Band.  Im Bereich des Jazz war er zwischen 1945 und 1972 an 29 Aufnahmesessions beteiligt.